# Joppa radians
Joppa radians là một loài tò vò trong họ Ichneumonidae.